# ヴォッラ
ヴォッラ（イタリア語: Volla）は、イタリア共和国カンパニア州ナポリ県にある、人口約2万4000人の基礎自治体（コムーネ）。

## 地理

### 位置・広がり
ナポリ中心部から東北東へ7kmの距離にある。

#### 隣接コムーネ
隣接するコムーネは以下の通り
- カザルヌオーヴォ・ディ・ナーポリ
- カゾーリア
- チェルコラ
- ナポリ
- ポッレナ・トロッキア